# .mf
.mfは、国別コードトップレベルドメイン(ccTLD)の一つである。カリブ海にあるフランス領のサン・マルタン（セント・マーチン島北部）のために予約されているが、未割当である。
2007年9月21日にISO 3166-1が改訂され、国名コード"MF"がサン・マルタンに割り当てられた。この決定は、2007年7月15日にサン・マルタンがフランスの海外準県となったことによるものである。これに伴い、ccTLD ".mf" がサン・マルタンのために予約されることとなった。
サン・マルタンではグアドループのccTLD .gp やフランスのccTLD .fr を使用している。